# W oder die Kindheitserinnerung
W oder die Kindheitserinnerung (Originaltitel W ou le souvenir d’enfance) ist ein Prosawerk des französischen Schriftstellers Georges Perec. Es erschien 1975 in den zum Verlagshaus Gallimard gehörenden „Éditions Denoël“. Die deutschen Erstausgaben erschienen 1978 im Verlag Volk und Welt (unter dem Titel W oder die Erinnerung an die Kindheit in der Übersetzung von Thorgerd Schücker) sowie 1982 in der Bibliothek Suhrkamp (in der Übersetzung von Eugen Helmlé).

## Formaler Aufbau
Das Werk besteht aus zwei Teilen und innerhalb dieser Teile aus alternierenden Kapiteln, die zum einen von einer Fiktion erzählen (in diesen Kapiteln ist der Text kursiv gesetzt), zum anderen Erinnerungen Perecs an seine Kindheit wiedergeben. Der fiktionale erste Teil erzählt davon, auf welche Weise ein Mann, der den Namen Gaspard Winckler angenommen hat, den Auftrag erhält, zur zu Feuerland gehörenden Insel W zu fahren. Im fiktionalen zweiten Teil wird das Leben auf W beschrieben. In den autobiographischen Kapiteln wird die Verlässlichkeit der Erinnerung immer wieder in Frage gestellt, in denen des zweiten Teils – der erste Teil endet, als Perec im Alter von sechs Jahren ist – werden eigene Erinnerungen aber immerhin zahlreicher.

## Inhalt

### Fiktion
Ein Deserteur der französischen Armee, der mit den Identitätspapieren eines „Gaspard Winckler“ ausgestattet ist, lebt „seit drei Jahren [in der deutschen Kleinstadt] H.“, als ihn der Brief eines gewissen Otto Apfelstahl erreicht. Er wird darin aufgefordert, sich am folgenden Tag an der Bar eines örtlichen Hotels einzufinden. Trotz zunächst widerstrebender Gefühle sucht er das Hotel zur angegebenen Zeit auf, und mit einiger Verspätung trifft auch Otto Apfelstahl ein, der ihm die Identität jenes wahren Gaspard Winckler offenbart: Gaspard Winckler war der Sohn der „weltbekannte[n] österreichische[n] Sängerin Cäcilia“, war taubstumm und von schwächlicher Natur. Obwohl kein Nachweis für die Ursache seiner Taubstummheit erbracht werden konnte, nahm man an, dass sie ihren Ursprung in einem „kindliche[n] Trauma“ haben müsse. Die Mutter beschloss, eine Schiffsweltreise mit dem Jungen zu machen. Sechs Personen waren an Bord, als ihr „Schiff vor Feuerland in einem jener plötzlichen, dort fast alltäglichen Wirbelstürme“ unterging. Fünf Leichen wurden später gefunden, nicht aber die des zu dem Zeitpunkt des Untergangs zehnjährigen Gaspard Winckler. Ohne dass der falsche „Gaspard Winckler“ die Möglichkeit einer Ablehnung oder auch nur einer Erörterung des Sinns der Unternehmung sieht, akzeptiert er den Auftrag, sich nach Feuerland zu begeben und den wahren Gaspard Winckler aufzuspüren.
Der erste Teil endet mit den Schriftzeichen „(...)“.
Die dreizehn Kapitel des zweiten Teils sind ausschließlich akribischen Schilderungen des Lebens auf der zu Feuerland gehörenden Insel W gewidmet. W ist „ein Land, in dem der Sport König ist, eine Nation von Athleten, in der Sport und Leben zu einer einzigen großartigen Anstrengung verschmelzen.“ „Der stolze Wahlspruch“, unter dem alles Leben auf W steht, lautet: „FORTIUS ALTIUS CITIUS“ – stärker, höher, schneller. Während die ersten Kapitel sich noch weitgehend mit den Sportarten und ihren Regeln, den Wettkämpfen und ihrer Organisation beschäftigen, wird in den späteren Kapiteln das gesellschaftliche Leben auf W geschildert – etwa dass „die Frauen auf W in Frauenhäusern gehalten werden und unter strengster Bewachung stehen [...], um sie vor den Männern zu schützen“ – und es rücken diejenigen in den Blick, die nicht zu den wenigen Siegern gehören, die Schwachen und die Alten. Aber auch von ihnen stellt kaum jemand die auf W geltende Ordnung in Frage. „Sehr wenige versuchen Selbstmord zu begehen, sehr wenige werden wirklich wahnsinnig. Einige hören nicht auf zu brüllen, aber die meisten schweigen hartnäckig.“ Mehr und mehr wird deutlich, dass es der absolute Schrecken ist, der auf W herrscht, bis schließlich die letzten Beschreibungen vollständig denen der Konzentrationslager der nationalsozialistischen Diktatur gleichen.

### Autobiographie
„Ich wurde am Samstag, dem 7. März 1936, gegen neun Uhr abends in einem in der Rue de l’Atlas im 19. Arrondissement von Paris gelegenen Entbindungsheim geboren.“
„Ich habe keine Kindheitserinnerungen“, beginnt das erste der autobiographischen Kapitel, denn „eine andere Geschichte, die Große [...] hatte an meiner Stelle die Antwort gegeben: der Krieg, die Lager.“ Im darauf Folgenden kann Perec sich dann doch einzelne Erinnerungen wachrufen oder manches aus Photographien, aus Mitteilungen von Verwandten und Freunden rekonstruieren. Aber immer bleiben Zweifel, ob das, was er gerade aufschreibt, einmal wirkliches Geschehen war. Wiederholte Male formuliert er vorsichtig „mir scheint, dass ...“ oder ähnlich relativierend.
Im Zentrum der ersten autobiographischen Kapitel stehen Georges Perecs wenige Erinnerungen an seinen Vater und seine Mutter. Icek Peretz starb 1940 an den Verletzungen, die er als Soldat der französischen Armee erlitten hatte. Cyrla Peretz (geborene Szulewicz) wurde Anfang 1943 bei einer Razzia verhaftet, ins Sammellager Drancy eingeliefert und kurze Zeit später nach Auschwitz deportiert. Das Wenige, das Perec über seine Eltern wusste, hat er in zwei kurzen Texten beschrieben, die zum Zeitpunkt seiner Arbeit an W oder die Kindheitserinnerung selbst schon wieder fünfzehn Jahre alt waren. Im Buch ergänzt er diese älteren Texte um „Berichtigungen und Kommentare“, die seine zwischenzeitlich hinzugewonnenen Kenntnisse dokumentieren. Eigene Erinnerung an seine Mutter hat Perec, so schreibt er, eine einzige – sie stammt aus dem Jahr 1942; es „ist die vom Tag, an dem sie mich zur Gare de Lyon begleitete, von wo aus ich mit einem Sammeltransport des Roten Kreuzes nach Villard-de-Lans fuhr.“
Von Perecs Aufenthalt in Villard-de-Lans, gelegen in der zunächst noch freien Zone Frankreichs, wohin inzwischen einige Verwandte der väterlichen Seite der Familie geflüchtet waren, handeln die autobiographischen Kapitel im zweiten Teil des Buches. Perec besuchte dort „verschiedene Internate“. Einleitend dazu heißt es: „Von jetzt an sind die Erinnerungen zwar vorhanden, flüchtig oder hartnäckig, belanglos oder drückend, aber nichts fügt sie zusammen.“ Dass es von nun an eine Kindheit auch ohne die Mutter ist, spricht Perec selten aus. „In Wahrheit war man immer ein wenig überrascht, dass es Tanten gab und Kusinen und eine Großmutter.“ Dass es anders hätte sein können, kennt das sieben- oder achtjährige Kind nur aus Lesebüchern. „Ich hätte meiner Mutter gern geholfen, nach dem Abendessen den Küchentisch abzuräumen. [...] So hat sich das in meinen Lesebüchern abgespielt.“ Mehr und mehr gibt es dann Erinnerungen, die mit der „anderen Geschichte, der Großen“ zu tun haben: „Einmal kamen die Deutschen ins Collège“, einmal, bei einem Ausflug in die Berge, überbringen die Kinder des Internats Widerstandskämpfern ihre Brotbeutel. Aber auch: „erste Leseerinnerungen“. Schließlich: „die Befreiung: ich habe kein Bild davon zurückbehalten, von den kriegerischen Ereignissen nicht und nicht einmal von den Begeisterungsstürmen.“   
Mit der Rückkehr nach Paris, wo der inzwischen neunjährige Georges Perec von seiner Tante Esther und seinem Onkel David aufgenommen und bald adoptiert wird, enden die autobiographischen Aufzeichnungen.
Im letzten Kapitel zitiert Perec eine längere Passage aus David Roussets Buch L’Univers concentrationnaire. Roussets Beschreibung des „Sports“ in den realen Straflagern gleicht in Kurzform der „Wahnvorstellung“, die Perec zuerst „mit zwölf Jahren“ aufgezeichnet hatte und 1969/1970 in der veröffentlichten Fassung niederschrieb. Er schreibt – 1974 – abschließend, er habe die Gründe vergessen, weshalb er W auf Feuerland angesiedelt habe, und fügt dann hinzu: „Pinochets Faschisten haben es auf sich genommen, meiner Wahnvorstellung einen letzten Nachhall zu verleihen: mehrere Inseln des Feuerlands sind heute Zwangslager.“

## Varia

### Die Widmung
Dem Buch vorangestellt ist die Widmung „Für E“. Interpretationen haben diese Widmung in Zusammenhang gebracht mit Perecs 1969 erschienenem Roman La disparation (Anton Voyls Fortgang), dessen Text vollkommen ohne den Buchstaben e geschrieben ist. „Die Aussparung des Buchstabens e im Roman [kann] mit Perecs Biographie in Verbindung [gebracht werden].“, schreiben zum Beispiel Heiner Boehncke und Bernd Kuhne. „Die Abwesenheit dieses Buchstabens und die ins Leere gehende Suche im Roman steht dann für die Abwesenheit der Eltern in der Biographie des Autors.“ Die Widmung „Für E“ kehre dies nun um – denen, deren Abwesenheit in La disparition symbolisiert worden sei, sei W oder die Kindheitserinnerung mithin gewidmet.

### Gaspard Winckler
Neben W oder die Kindheitserinnerung gab Perec auch Figuren in zwei weiteren Werken den Namen Gaspard Winckler: Im posthum veröffentlichten Roman Le Condottière (Der Condottiere) ist es der Name des Protagonisten und auch in La Vie mode d'emploi (Das Leben Gebrauchsanweisung) ist es der Name einer Hauptfigur.

## Rezensionen
Auszüge aus zwei Rezensionen, die 2012 anlässlich der Neuauflage des Werks in der Übersetzung von Eugen Helmlé erschienen:

„Die Kindheitserinnerungen sind das verklausulierte Dokument einer jüdischen Biographie im zwanzigsten Jahrhundert und berühren den Leser gerade aufgrund ihrer strukturellen Prekarität. „Ich weiß, dass das, was ich sage, leer ist, farblos ist, ein für alle Mal das Zeichen einer Vernichtung, die ein für alle Mal ist“, schreibt Perec. Und dennoch ist es alternativlos, denn „das Schreiben ist die Erinnerung an ihren Tod und die Bejahung meines Lebens.““

„Gegenstand von W oder die Kindheitserinnerung sind nicht von der Familie verbürgte Erinnerungen. Federführend ist ein traumatisiertes Bewusstsein, das von den Furien des Verschwindens, der Zerstörung, Verlorenheit und Gewalt gejagt wird. [...] In immer neuen Anläufen löscht und überschreibt [Perec] die Bruchstücke, die er zutage fördert, und legt von Überblendung zu Überblendung Spuren zu dem, was fehlt: eine Kindheit. Die Leerstelle im Zentrum verwandelt das Erzählte in ein „sprechendes Fehlen seiner Familiengenealogie“. Die einzige seiner Erinnerungen, die er beglaubigen kann, ist die Geschichte des Inselstaates W, ein Werk des Dreizehnjährigen. In der langsamen Verwandlung des Sportparadieses in ein Konzentrationslager spiegelt der Erzähler die Zeitverhältnisse seiner Kindheit.“

## Ausgaben
- W ou le souvenir d'enfance. (Erstausgabe.) Éditions Denoël, Paris 1975.
- W oder die Erinnerung an die Kindheit. (Erstausgabe DDR; Übersetzung: Thorgerd Schücker.) Verlag Volk und Welt, Berlin 1978.
- W oder die Kindheitserinnerung. (Erstausgabe BRD; Übersetzung Eugen Helmlé.) Bibliothek Suhrkamp, Frankfurt am Main 1982.
- W oder die Kindheitserinnerung. (Neuauflage der Übersetzung von Eugen Helmlé.) Diaphanes, Zürich 2012, ISBN 978-3-03734-225-1.